# Орначос
Орначос (исп. Hornachos)  —   город и муниципалитет в Испании, входит в провинцию Бадахос в составе автономного сообщества Эстремадура. Муниципалитет находится в составе района (комарки) Тьерра-де-Баррос.  Занимает площадь 296 км². Население — 3875 человек (на 2010 год). Расстояние до административного центра провинции — 99 км.

## История
Первые человеческие поселения в горной цепи Орначос датируются доисторическими временами, о чём говорится на наскальных рисунках в кварцитовых скалах. Эти картины были сделаны в период между неолитом и бронзовым веком, около 2000-3000 г. до н.э.
Город был оккупирован в римский период, и именно тогда из-за находящихся там железных рудников он получил первое название «Fornacis». Оттуда в конечном итоге происходит его нынешнее название «Hornachos».
Археологические свидетельства показывают, что это место имело важное значение в течение II и I веков до нашей эры. Во времена вестготов Орначос служил убежищем для святого Герменегильда, бежавшего от своего отца, короля Леовигильда.
Крепость, венчающая деревню, была построена в период Аль-Андалус.
В 1234 году Орначос был оккупирован Орденом Сантьяго, как земля Фернандо III Кастильского. Однако изначально это не было причиной для беспокойства для большинства мусульманского населения - тогда ещё называвшихся морисками. Тем не менее, в конце XVI века деревня была окружена стеной и насчитывала более 10 000 жителей, являясь самым важным центром морисков в Испании. Испанский капитан Алонсо де Контрерас рассказывает в своих мемуарах, как обнаружил тайник с оружием, хранящийся у некоторых морисков, а спустя годы его обвинили в планировании восстания вместе с морисками.
9 апреля 1609 года испанский король Филипп III издал указ об изгнании морисков. Деревня пережила период упадка.

## Интересные места
Наиболее характерным и выдающимся местом Орначоса является его замок, построенный на вершине холма берберами в 9-м веке, остатки которого свидетельствуют о повседневной жизни обитателей.
Другим наиболее значимым памятником Орначоса является церковь Пурисима Консепсьон, работы мудехаров. Она является уникальной в этом регионе и недавно была объявлена памятником исторического и художественного интереса в Эстремадуре.
Церковь Пурисима Консепсьон
Для здания характерно использование кирпича в качестве основного материала, а доминирующий геометрический характер, явно исламский, заметно проявился во вспомогательных работах с использованием искусно изготовленных дешёвых материалов - плиточной и кирпичной кладки, резьбы по дереву, резьбы по штукатурке и декоративных металлов. Черепица складывается в герб Фердинанда и Изабеллы.
Другие достопримечательности
- К другим достопримечательностям относится, например, францисканский женский монастырь Сан-Ильдефонсо, основанный в 1526 году испанским императором Карлом I. Он хранит богатый набор алтарей, картин и скульптур. На его фасаде, в настоящее время очень повреждённом, всё ещё сохранился оригинальный имперский герб Карла I.
- Важным местом также является церковь Ремедиос, построенная в XVI и перестроенная в 1892 году. Она окружена площадью, покрытой пальмами, и там отмечаются сентябрьские праздники.
- В качестве памятников Орначоса очень актуальны его традиционные фонтаны, такие как Лос Морос, Лос Кристианос, Паломас, Куатро Канос, Рибера, Сан-Франциско, Альмагрера, Максикако, Сан Роке, Санта, Нуэва и др.
- Также можно считать достопримечательностью Эль-Посито, расположенный на окраине деревни. Он использовался морисками как мечеть и недавно был восстановлен.

## География
Флора и фауна
Горная цепь Орначос представляет собой южные горы Центральных Сьерр в Бадахосе. Наиболее важными формациями там являются Сьерра-Гранде и Сьерра-де-лос-Пинос с её максимальной высотой 951 м. на холме Орначос.
Основными реками, протекающими по этой территории, являются река Паломиллас и Матачель.
Наиболее характерными элементами ландшафта являются луга из каменного дуба и пробкового дуба. Остальная часть имеет средиземноморскую растительность, характеризующуюся устойчивыми к засухе растениями, обычно пониженными до состояния кустарников.
В самой высокой части Сьерры активно проявляется можжевельник. Здесь более 600 га. внутри охраняемой зоны ZEC-ZEPA. В этой области растёт любопытное растение Аистник, являющееся эндемичным видом и присутствующим только в некоторых регионах вроде Эстремадуры, Андалусии и Северного Марокко.
Горы
Сьерра - идеальное место для обильной жизни животных, она отличается большим разнообразием хищных птиц. На территории ZEC-ZEPA их было обнаружено более 228 различных видов, что можно считать большим количеством, особенно, если принять во внимание ограниченную зону (12 000 га). Коренными жителями этих гор являются испанский имперский орёл и другие крупные птицы, такие как стервятники, филины, канюки и соколы. Осенью и зимой Сьерра также становится убежищем для перелётных птиц, таких как зарянки или снегири.
За природный заповедник и исследовательский центр в этом месте отвечает ассоциация ADENEX.
Наконец, на этой территории находится ещё одно привлекательное природное место - водохранилище Лос Молинос.

## Праздники и Традиции
Большинство праздников, которые проходят в Орначосе, берут своё начало в религиозных традициях.
Одним из наиболее важных является «Candelas», который отмечается 2 февраля. В этот день жители собираются вокруг огромных костров, и считается, что все злые духи и предыдущий плохой опыт будут сожжены.
В феврале в Орначосе также устраивают карнавал, в честь веселья и праздника, который проходит в последние дни и часы перед постным сезоном. В праздновании принимают участие самодельные и тщательно продуманные костюмы, проходят парады, вечеринки и различные другие торжества.
Страстная неделя - неделя между Вербным воскресеньем и Пасхой - отмечается с особой торжественностью, как знак преданности Иисусу Христу. На этой неделе происходит всё, начиная с традиционного благословения, до шествия пальм и оливковых ветвей. Окончание праздника наступает в пасхальное воскресенье, когда благословляются традиционные белые пирожные.
15 мая в Сан-Исидро, Орначос, начинается традиционный праздник, где все жители посвящают целый приятный день тому, чтобы поесть и выпить со своими соседями.
24 июня отмечается религиозный праздник Сан-Хуан, тогда Ночь Огня - Ночь Воды. Люди мочат головы в бассейне Сан-Франциско, и считается, что они не будут страдать от головной боли до следующего года.
В середине августа проводится праздник эмигрантов, посвящённый тем, кому пришлось покинуть свою деревню. Как правило, они обычно возвращаются в эту дату.
Однако самый важный праздник начинается 8 сентября - Нуэстра Сеньора де лос Ремедиос, покровительница Орначоса. В этот день вся деревня организует вечеринки, шоу и кружки, по улицам гонят быков, позади толп умело уклоняющихся мужчин и мальчиков.

## Население
| Год  | Численность | Численность   |
| ---- | ----------- | ------------- |
| 2001 | 3857        | [ 3 ]         |
| 2002 | 3832        | [ 4 ]         |
| 2003 | 3827        | [ 5 ]         |
| 2004 | 3810        | [ 6 ]         |
| 2005 | 3840        | [ 7 ]         |
| 2006 | 3829        | [ 8 ]         |
| 2007 | 3829        | [ 9 ]         |
| 2008 | 3867        | [ 10 ]        |
| 2009 | 3867        | [ 11 ]        |
| 2010 | 3875        | [ 12 ]        |
| 2011 | 3837        | [ 13 ]        |
| 2012 | 3812        | [ 14 ]        |
| 2013 | 3804        | [ 15 ]        |
| 2014 | 3777        | [ 16 ]        |
| 2015 | 3749        | [ 17 ]        |
| 2016 | 3709        | [ 18 ]        |
| 2017 | 3673        | [ 19 ]        |
| 2018 | 3639        | [ 20 ] [ 21 ] |
| 2019 | 3595        | [ 22 ]        |
| 2020 | 3537        | [ 23 ]        |
| 2021 | 3509        | [ 24 ]        |
| 2022 | 3487        | [ 25 ]        |
| 2023 | 3418        | [ 26 ]        |
| 2024 | 3396        | [ 1 ]         |